# Karl Friedrich von Klöden
Karl Friedrich von Klöden (Berlin, 1786. május 21. – Berlin, 1856. január 9.) német történész, geológus, paleontológus, földrajztudós, térképész, pedagógus, Gustav Adolf von Klöden apja.

## Pályafutása
Megtanulta a vésést és ezzel kereste kenyerét; csakhamar mint geográfus is híres lett, aztán tanított a berlini Plamann-féle intézetben és 1824 és 1855 között a Friedrichsweder-féle ipariskola igazgatója volt Berlinben.

## Művei
- Länderkunde von Palästina (Berlin, 1817)
- Grundlinien zu einer neuen Theorie der Erdgestaltung (uo. 1824, 2. kiad. 1846, 4 kötet)
- Lebens- und Regierungsgeschichte Friedrich Wilhelms III. (uo. 1840)
- Diplomatische Geschichte des Markgrafen Waldemar v. Brandenburg (uo. 1844-46., 4 kötet)
- A Schlüter (uo. 1855)[3]